# 순차적 최소 최적화
순차적 최소 최적화(Sequential minimal optimization, SMO)는 서포트 벡터 머신(SVM) 학습 중에 발생하는 2차 계획법(QP) 문제를 해결하기 위한 알고리즘이다. 1998년 마이크로소프트 리서치의 존 플랫(John Platt)이 발명했다. SMO는 지원 벡터 머신 훈련에 널리 사용되며 널리 사용되는 LIBSVM 도구로 구현된다. 1998년 SMO 알고리즘의 발표는 SVM 커뮤니티에서 많은 관심을 불러일으켰다. 이전에 SVM 훈련에 사용했던 방법은 훨씬 더 복잡하고 값비싼 타사 QP 솔버가 필요했기 때문이다.